# Краснов, Евгений Владимирович
Евгений Владимирович Краснов (бел. Яўген Уладзіміравіч Красноў; род. 9 февраля 1998, Могилёв) — белорусский футболист, нападающий клуба «Витебск».

## Клубная карьера
Является воспитанником могилёвского «Днепра». С 2017 года выступал за вторую команду в турнире дублёров. В конце августа того же года подписал с командой полноценный контракт на три года. В 2018 году начал привлекаться к тренировкам с основным составом. Дебютировал за могилёвский клуб в Высшей лиге 29 сентября в гостевом матче с «Минском». Краснов появился на поле на 76-й минуте вместо Павла Ловгача при счёте 0:4 в пользу столичной команды. По итогам сезона «Днепр» занял последнее место, после чего был объединён с минским «Лучом».
В марте 2019 года подписал трёхлетнее соглашение с «Ислочью». Свою первую игру за «волков» провёл 30 марта против «Городеи». За 2 минуты до конца основного времени матча он заменил на поле гвинейского нападающего Момо Янсане. С августа 2019 года стал выступать только за дублирующий состав. В 2020 году привлекался к основной команде, где зачастую выходил на замену или оставался на скамейке запасных.
В июле 2020 года по соглашению сторон покинул «Ислочь» и присоединился к «Витебску». В сезоне 2020 появлялся на поле эпизодически, в 2021 году закрепился в стартовом составе. В январе 2022 года продлил соглашение с клубом.
В декабре 2022 года тренировался с основной командой «Витебска». В декабре 2023 года футболист продлил контракт с клубом.
Вызывался в молодежную и национальную сборные Беларуси.

## Семья
Младший брат Никита Краснов также является профессиональным футболистом. Отец Владимир Краснов, мать Ирина Краснова.

## Статистика выступлений

### Клубная статистика
| Выступление      | Выступление      | Выступление      | Лига | Лига | Кубки | Кубки | Конт. кубки | Конт. кубки | Итого | Итого |
| Клуб             | Лига             | Сезон            | Игры | Голы | Игры  | Голы  | Игры        | Голы        | Игры  | Голы  |
| ---------------- | ---------------- | ---------------- | ---- | ---- | ----- | ----- | ----------- | ----------- | ----- | ----- |
| Днепр (Могилёв)  | Высшая лига      | 2018             | 8    | 0    | 1     | 0     | 0           | 0           | 9     | 0     |
| Днепр (Могилёв)  | Итого            | Итого            | 8    | 0    | 1     | 0     | 0           | 0           | 9     | 0     |
| Ислочь           | Высшая лига      | 2019             | 6    | 0    | 2     | 0     | 0           | 0           | 8     | 0     |
| Ислочь           | Высшая лига      | 2020             | 4    | 0    | 1     | 0     | 0           | 0           | 5     | 0     |
| Ислочь           | Итого            | Итого            | 10   | 0    | 3     | 0     | 0           | 0           | 13    | 0     |
| Витебск          | Высшая лига      | 2020             | 4    | 0    | 2     | 0     | 0           | 0           | 6     | 0     |
| Витебск          | Высшая лига      | 2021             | 28   | 2    | 4     | 1     | 0           | 0           | 32    | 3     |
| Витебск          | Высшая лига      | 2022             | 1    | 0    | 4     | 0     | 0           | 0           | 5     | 0     |
| Витебск          | Итого            | Итого            | 33   | 2    | 10    | 1     | 0           | 0           | 43    | 3     |
| Всего за карьеру | Всего за карьеру | Всего за карьеру | 51   | 2    | 14    | 1     | 0           | 0           | 65    | 3     |